# 구량천 (전북특별자치도)
구량천(九良川)은 전라북도 무주군 안성면 덕유산 골짜기에서 발원하여 진안군 동향면을 지나 상전면 수동리에서 용담호로 유입되는 하천이다. 지방 2급 하천으로, 유로 연장은 31.2㎞, 유역 면적은 127.82㎢이다. 주요한 지류로 명천, 양악천(학선천) 등이 있다.